# Oktiabrskaïa (raïon de Poudoj)
Pour les articles homonymes, voir Oktiabrskaïa.
Oktiabrskaïa (en russe : Октя́брьская) est un hameau de l'établissement rural d'Adveïvo , du raïon de Poudoj dans la république de Carélie, dans le Nord russe. Sa population s'élevait à 20 habitants en 2013.

## Géographie
La localité est située dans la république de Carélie, un sujet de la Russie européenne, dans le district fédéral du Nord-Ouest. Oktiabrskaïa est l'une des 73 localités du raïon de Poudoj, le raïon le plus à l'est de l'oblast. Le centre administratif du raïon est la ville de Poudoj. 
Oktiabrskaïa, comme toute la république de Carélie, est située dans le fuseau horaire MSK (heure de Moscou). Le décalage horaire appliqué par rapport au temps universel coordonné est +03:00.
Oktiabrskaïa fait partie de l'établissement rural d'Adveïvo , une des huit entités municipales du raïon, qui a comme chef-lieu la localité d'Avdeïevo.

## Histoire
Sous l'Empire russe, la localité faisait partie de l'ouïezd de Poudoj du gouvernement d'Olonets. 

## Démographie
Recensements (*) et estimations de la population,,,,:
| 2002 * | 2010* | 2013 | - | - |
| ------ | ----- | ---- | - | - |
| 34     | 24    | 20   | - | - |

En 2002, sur les 34 habitants, il y avait 94 % de Russes.